# Fusillade

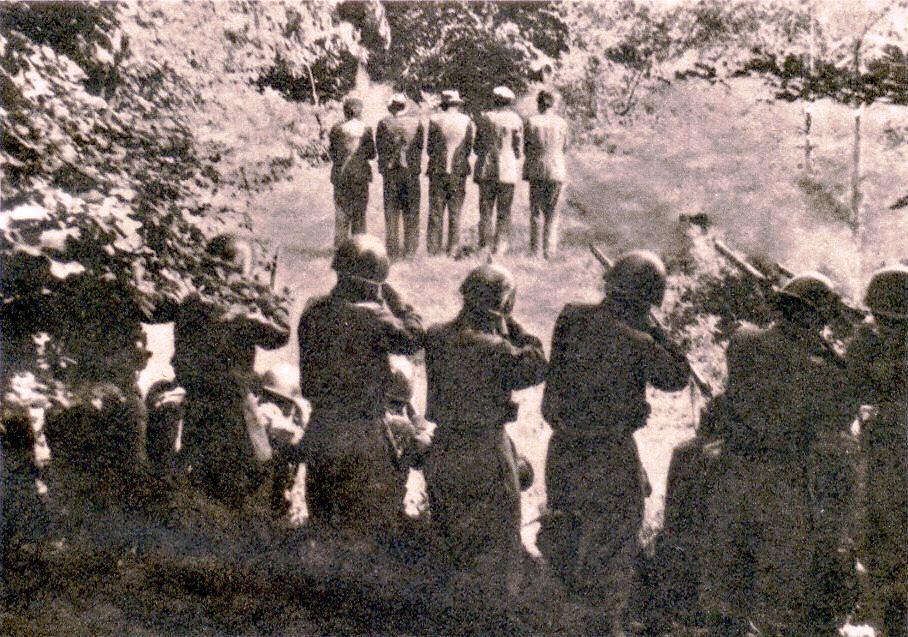
Fusillade (exécution) effectuée le 31 juillet 1942 par un peloton de soldats italiens en Slovénie.

Une fusillade est une utilisation répétée ou simultanée d'armes à feu individuelles, avec ou sans riposte.

## Exécution par arme à feu
Il peut s'agir d'une exécution par arme à feu, par l'entremise d'un peloton d'exécution. Dans ce cas particulier, la fusillade désigne une décharge simultanée de fusils pour exécuter un ou plusieurs condamnés à mort.

## Tirs criminels d'arme à feu
Ce terme est fréquemment utilisé pour qualifier les actes de violence dans lesquels plusieurs personnes tirent un grand nombre de munitions, en dehors d'un champ de bataille. On peut parler de fusillade qu'il y ait ou non eu des victimes et, dans les médias, il arrive de plus en plus que l'on parle de fusillade, même lorsqu'une salve de coups de feu a été tirée contre une cible qui n'a pas riposté (principalement lorsque l'on traduit de l'anglais « gunfire »).
À partir d'un certain nombre de victimes, on parle de tuerie de masse. 